# قائمة كليات الهندسة في مصر
هذه قائمة بكليات الهندسة في مصر:
- كلية الهندسة بجامعة القاهرة.
- كلية التخطيط الإقليمي والعمراني (جامعة القاهرة)[1]
- كلية الهندسة بجامعة عين شمس.
- كلية الهندسة بجامعة الإسكندرية.
- كلية الهندسة (جامعة أسيوط).
- كلية الهندسة (جامعة المنوفية).
- كلية الهندسة (جامعة المنصورة).
- كلية الهندسة حلوان (جامعة حلوان).
- كلية الهندسة بالمطرية (جامعة حلوان).
- كلية الهندسة جامعة الأزهر بقنا (بنين).
- كلية الهندسة جامعة الأزهر بالقاهرة (بنين).
- كلية الهندسة (جامعة بني سويف).
- كلية الهندسة بجامعة طنطا.
- كلية الهندسة الإلكترونية بجامعة المنوفية.
- كلية الهندسة (جامعة الفيوم).
- كلية الهندسة بجامعة الزقازيق.
- كلية الهندسة (جامعة كفر الشيخ).
- كلية الهندسة (جامعة بورسعيد).
- كلية هندسة البترول والتعدين (جامعة السويس).
- كلية الهندسة بشبرا (جامعة بنها).
- كلية الهندسة (جامعة بنها).
- كلية الهندسة (جامعة المنيا).
- كلية الهندسة (جامعة أسوان).
- كلية هندسة الطاقة (جامعة أسوان).
- كلية الهندسة (جامعة جنوب الوادى).
- كلية الهندسة (جامعة سوهاج).
- كلية الهندسة جامعة الأزهر بالقاهرة (بنات) .
- كلية الهندسة بجامعة العلوم والتكنولوجيا بمدينة زويل.
- كلية الهندسة بالجامعة المصرية اليابانية للعلوم والتكنولوجيا.
- كلية الهندسة بجامعة مصر للمعلوماتية.
- كلية الهندسة بجامعة النيل.
- كلية الهندسة بجامعة الجلالة.
- كلية الهندسة بجامعة العلمين الدولية.
- كلية الهندسة بجامعة الملك سلمان الدولية.
- كلية الهندسة بجامعة المنصورة الجديدة.
- كلية الهندسة بالجامعة الفرنسية بمصر.
- كلية الهندسة بالجامعة الأمريكية بالقاهرة.
- كلية الهندسة بالجامعة الألمانية بالقاهرة.
- كلية الهندسة بالجامعة الألمانية الدولية.
- كلية الهندسة بالجامعة البريطانية في مصر.
- كلية الهندسة بجامعة السادس من أكتوبر.
- كلية الهندسة بجامعة مصر للعلوم والتكنولوجيا.
- كلية الهندسة بجامعة مصر الدولية.
- كلية الهندسة بجامعة أكتوبر للعلوم الحديثة والآداب.
- كلية الهندسة بجامعة هيرتفوردشاير.
- كلية الهندسة بجامعة فاروس بالإسكندرية.
- كلية الهندسة بجامعة بدر بالقاهرة.
- كلية الهندسة بالجامعات الأوروبية بمصر.
- كلية الهندسة بالجامعات الكندية.
- كلية الهندسة بجامعة كونفتري.
- كلية الهندسة بالأكاديمية العربية للعلوم والتكنولوجيا والنقل البحري.